# Templo

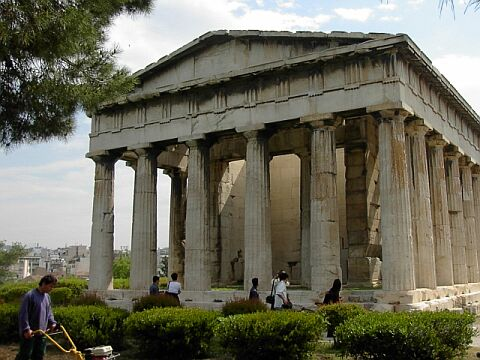
O Templo de Hefesto, um templo grego dórico em Atenas, com a entrada original virada ao leste; 449 a.C.

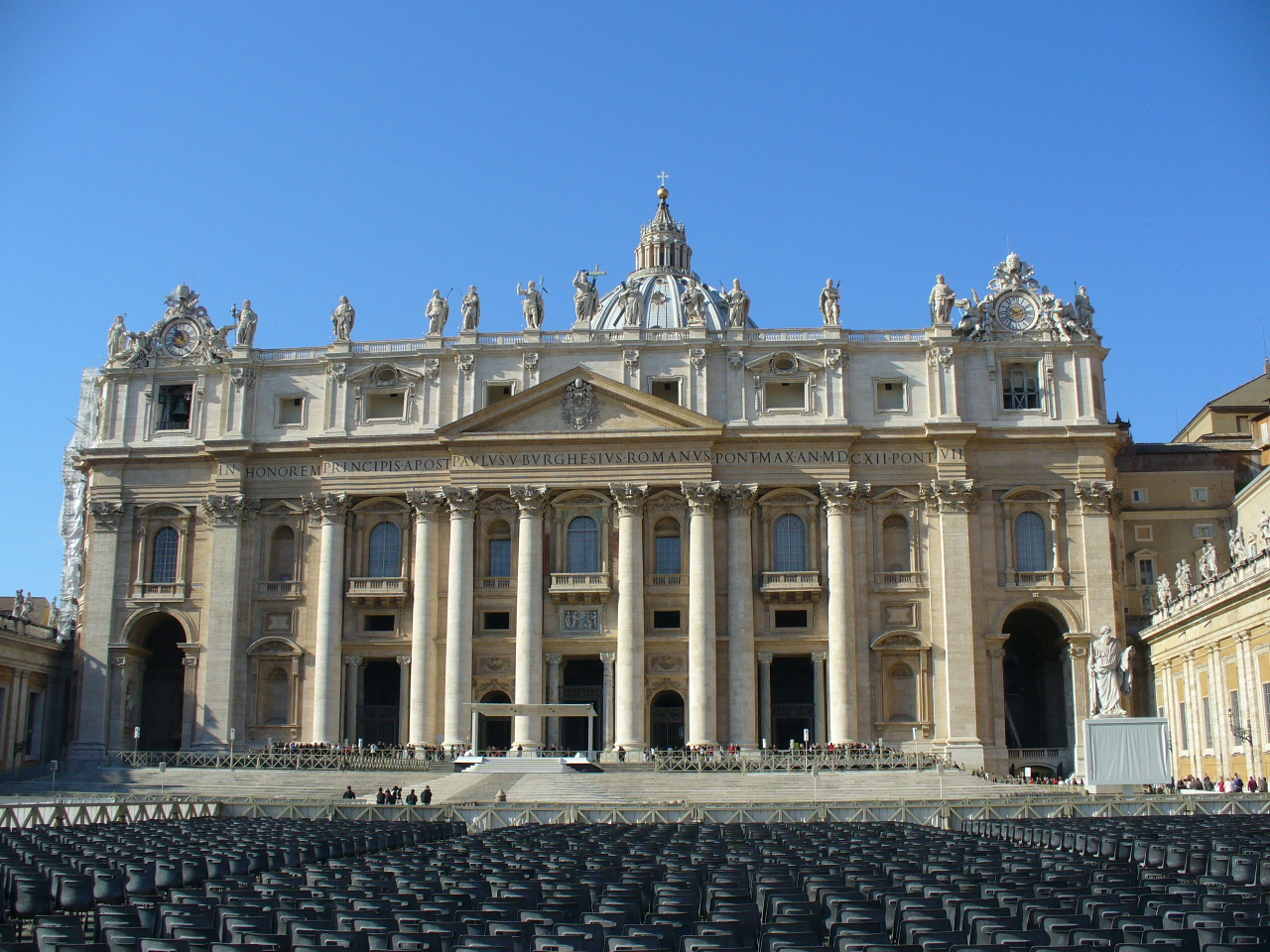
Basílica de São Pedro
Sede da Igreja Católica Apostólica Romana

Templo (do latim templum, "local sagrado") é uma estrutura arquitetônica dedicada ao serviço religioso, como culto. O termo também pode ser usado em sentido figurado. Neste sentido, é o reflexo do mundo divino, a habitação de Deus  sobre a terra, o lugar da Presença Real. É o resumo do macrocosmo e também a imagem do microcosmo: 'o corpo é o templo do Espírito Santo' (I, Coríntios, 6, 19).
Todos os templos autênticos envolvem um simbolismo cósmico. Podemos citar, como exemplo, o templo edificado por Salomão a Jeová. Ele representava o cosmo e cada objeto ali existente obedecia a uma ordem. O candelabro de 7 braços simbolizando os 7 planetas do Sistema Solar conhecidos pelo homem na data de sua construção (na época a Lua era considerada um planeta e os planetas Urano e Netuno não haviam sido descobertos pelo homem); a Mesa, a ação de graças por tudo que se realizou na ordem terrestre; sobre a mesa, 12 pães simbolizando os meses do ano: os pães da proposição ou das faces divinas. A pedra fundamental do templo sendo o centro do mundo, ponto onde se comunicam o terrestre e o celeste. Dessa mesma forma, como centro do mundo, encontramos na Índia, em Angkor, em Java, representações do monte Meru, que é, a um só tempo, o eixo e o centro do mundo.

## Templos por religião
Algumas tradições religiosas dedicam nomes específicos para seus templos.

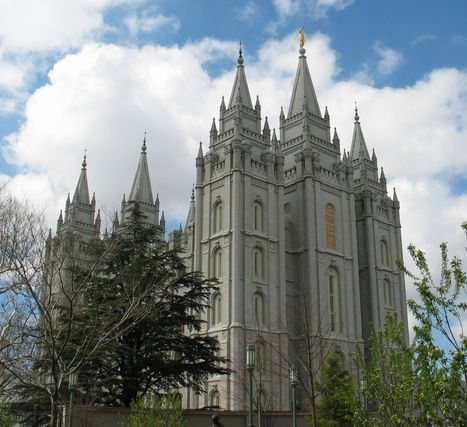
Templo de Salt Lake City, Utah, Estados Unidos, da Igreja de Jesus Cristo dos Santos dos Últimos Dias.

- Igreja, Congregação, Casa de oração, Capela, Paróquia, Catedral, Basílica, Salão do Reino, no caso do Cristianismo, e também de religiões como Setianismo, Satanismo e Cientologia.
- Mesquita no caso do Islão.
- Sinagoga no caso do Judaísmo.
- Templo de fogo no caso do Zoroastrismo.
- Pagode no caso do Budismo.
- Mandir no caso do Hinduísmo.
- Detalhe de um templo construído na Grécia AntigaPathi no caso do Ayyavazhi.

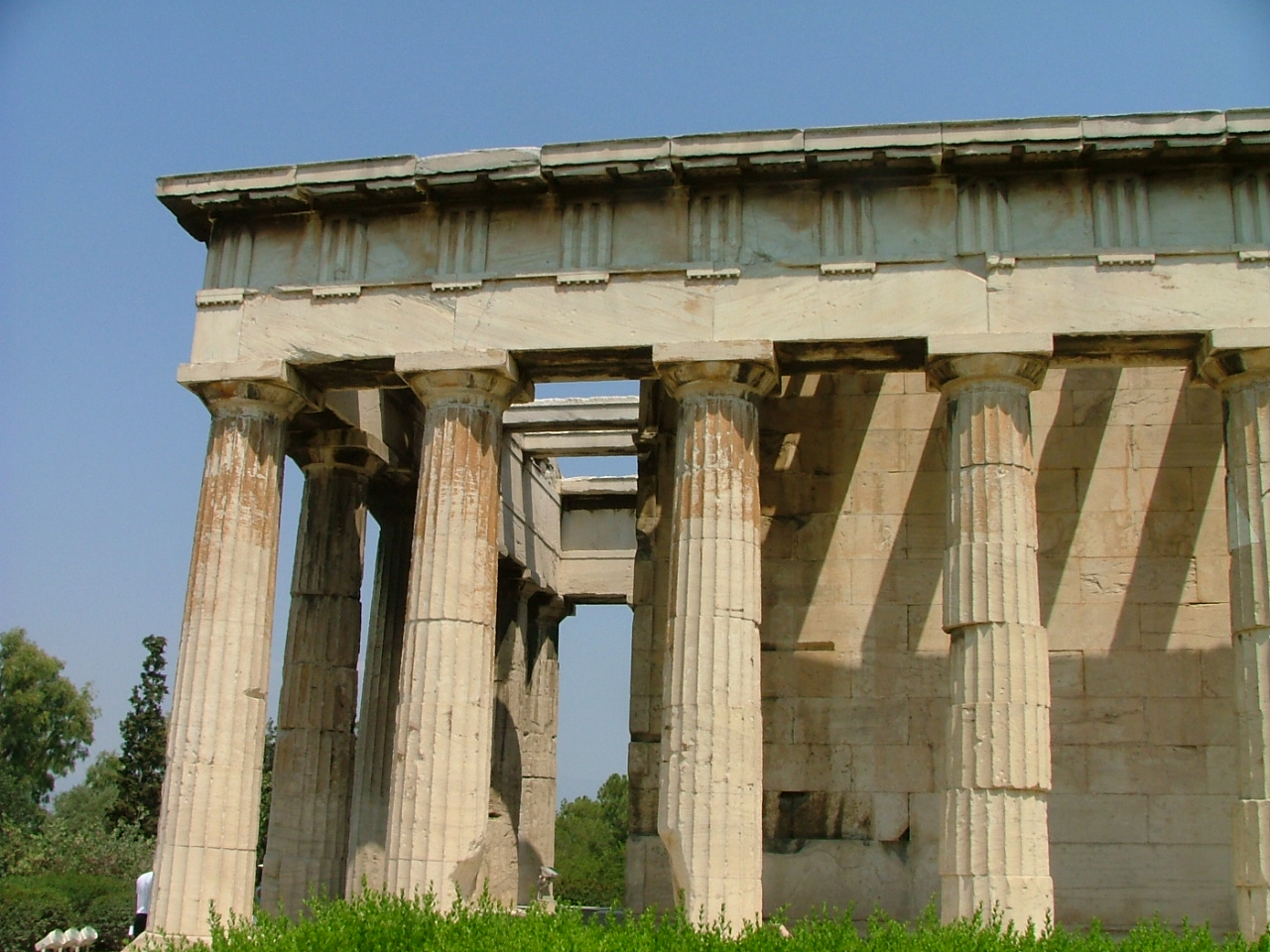
Detalhe de um templo construído na Grécia Antiga

- Terreiro no caso das Religiões afro-brasileiras.
- Casa de Adoração Bahá'í no caso da Fé Bahá'í.
- Centro espírita, no caso do Espiritismo.

Outras, como no caso da A Igreja de Jesus Cristo dos Santos dos Últimos Dias (mórmons), dão o nome de "Templo" com o conceito que tinha na Antiguidade, por se tratarem efectivamente de templos equivalentes no simbolismo arquitetônico e iguais no propósito aos da Antiguidade como o Templo de Salomão, por exemplo.